# 鹽水里
24°45′N 120°54′E / 24.750°N 120.900°E
盐水里為台灣新竹市香山區轄下之一里，位於新竹市郊的香山海濱，西側臨臺灣海峽有寬達800公尺的潮間帶，為新竹市濱海野生動物保護區的一部份，北以海山川與海山里為界 東南兩側與內湖裡接鄰，西南則是南港里。

## 聚落概述
鹽水里包含兩傳統聚落，鹽水港以及草厝仔，居民多為閩籍，從事農漁業。
鹽水港聚落位於鹽水里中部，縱貫鐵路西側。其歷史最早可上溯自乾隆三十七年(1772年)陳璋琦等人入墾，1838年淡水同知在此設鹹水港官渡，成為汫水港前往竹南堡中港的必經道路，清末1887年就以此聚落為核心建立。而在鹽水港稍南的地方，是鹹水港官渡候船之地，候船所搭建的而草棚子稱為草厝子，日治時期居民撿拾貝殼建窯燒石灰，所以又稱草厝子為灰窯。
在省道臺1線的東側，則有晚近新建的鋼鐵工廠。

## 交通
臺1線及西濱公路為鹽水里主要幹道，其貫穿里境連絡臺灣西部各縣市，長興街則為里內居民的傳統的交通動線。